# グルシコフ法
グルシコフ法（英: Glushkov's construction algorithm）、またはベリー・セティ法（英: Berry-Sethi algorithm）とは、理論計算機科学において正規表現を等価なNFAに変換するアルゴリズムの一つである。 
名称は1961年にこのアルゴリズムを提唱したヴィクトル・グルシコフが由来である。

## アルゴリズムの解説
対象の正規表現をまず構文木として書き出す。この構文木の節は正規表現の諸規則に従い（正規表現同士の結合、推移閉包、和集合はまた正規表現）、葉は入力文字セットの要素、つまり文字列を構成する文字を表す。以下の変換ステップはこの構文木に基づいて行われる。
構文木の根から下にある節や葉へと動く点を仮定すると、対象の正規表現が表す文字列が逐次的に生成される。この仮定された点に基づいて、有限オートマトンを構築する。このアルゴリズムの時間計算量は{\displaystyle {\mathcal {O}}(n^{2})}である。

### 変換ステップ
1. 構文木のすべての節{\displaystyle r}において、節に属する述語 {\displaystyle empty[r]}を求める。このステップは後行順のDFSで実現可能である。
2. 構文木のすべての節{\displaystyle r}において、節に属する集合 {\displaystyle first[r]}を求める。このステップは後行順のDFSで実現可能である。
3. 構文木のすべての節{\displaystyle r}において、節に属する集合 {\displaystyle next[r]}を求める。このステップは先行順のDFSで実現可能である。
4. 構文木のすべての節{\displaystyle r}において、節に属する集合 {\displaystyle last[r]}を求める。このステップは後行順のDFSで実現可能である。
5. 最後に次のようにまとめる:
  1. 構築するオートマトンの状態の集合は{\displaystyle \{\bullet e\}\cup \{i\bullet \mid {\mbox{i is leaf}}\}}
  2. オートマトンの初期状態は {\displaystyle \bullet e}
  3. オートマトンの終了状態は
    1. {\displaystyle last[e]}, if {\displaystyle empty[e]=false} and
    2. {\displaystyle \{\bullet e\}\cup last[e]}, if {\displaystyle empty[e]=true}

  4. オートマトンの状態遷移関数は
    1. {\displaystyle (\bullet e,a,i\bullet )}, if {\displaystyle i\in first[e]} and {\displaystyle i} is marked with {\displaystyle a}, and
    2. {\displaystyle (i\bullet ,a,i'\bullet )}, if {\displaystyle i'\in next[i]} and {\displaystyle i'} is marked with {\displaystyle a}.

記号 {\displaystyle \bullet } は構文木を動き回る点を表す。結果として生成されたオートマトンは多くの場合非決定的であるが、部分集合構成法により決定性をもたせることができる。